# Fulleren
Fullerener er en gruppe af kulstofallotroper, som forekommer naturligt. Molekylerne består udelukkende af kulstof og har form som en kugle, ellipsoid eller cylinder. Hvert carbonatom er bundet til tre andre atomer gennem en enkeltbinding samtidig med, at det bidrager med en elektron i en fælles "suppe" af elektroner på samme måde som for aromatiske kulbrinter.
Den mest forekomne og kendte fulleren har den kemiske formel C60 og benævnes Buckminsterfulleren, Buckykuglen eller Carbon 60. Molekylet kaldes også for fodboldmolekylet, da kulstofatomerne er bundet sammen i 12 femkanter og 20 sekskanter nøjagtigt som en fodbold. Et andet eksempel på fullerener er grafen, som er magen til grafit, men dog kun består af ét lag.
I fremtiden satser man på at benytte fullerener som byggemateriale i form af carbonnanorør.

## Eksterne links
- Wikimedia Commons har flere filer relateret til Fulleren
- (Webside ikke længere tilgængelig)
- Dansk forsker baner vej for mindre elektronik. Videnskab.dk Arkiveret 1. september 2012 hos  Wayback Machine
- NANO Science – Fysik og biologi mødes. Perspektiv Arkiveret 1. maj 2012 hos  Wayback Machine